# اگنز-لی-دویسانس
اگنز-لی-دویسانس (به فرانسوی: Agnez-lès-Duisans) یک کمون در فرانسه است که در پا-دو-کاله واقع شده‌است.

## خصوصیات
اگنز-لی-دویسانس ۷٫۳ کیلومترمربع مساحت و ۶۸۸ نفر جمعیت دارد و ۷۰ متر بالاتر از سطح دریا واقع شده‌است.